# Bassett Maguire
Bassett Maguire (Gadsden, Alabama, 4 de agosto de 1904 — New York, 6 de fevereiro de 1991) foi um botânico norte-americano, curador principal do Jardim Botânico de Nova York (New York Botanical Garden) que liderou várias expedições científicas ao Planalto da Guiana no Brasil e na Venezuela.

## Biografia
Maguire nasceu em Gadsden, Alabama, em 4 de agosto de 1904. Obteve seu doutoramento na Universidade de Cornell em 1938. Em 1931, foi nomeado professor assistente de botânica na Universidade Estadual de Utah, onde fundou o Herbário Intermountain e serviu como seu principal coleccionador e curador até 1942. Deixou seu cargo em Utah quando conseguiu um emprego no Jardim Botânico de Nova York em 1943. Maguire serviu no Jardim Botânico de Nova York em muitos papéis: como curador (1943-1958); curador-principal (1958-1961); curador-sénior de Nathanial Lord Britton (1961-1971); director assistente (1968-1969); director de botânica (1969-1971, 1974-1975); cientista sénior (1972-1974); e cientista sénior emérito de 1975 até sua morte em 1991.
Enquanto esteve em Utah, Maguire começou a trabalhar na "Intermountain Flora", uma flora das plantas vasculares do Intermountain West, mas gradualmente abandonou o trabalho desse projecto para seus ex-alunos Noel Holmgren e Arthur Cronquist (e a esposa de Holmgren, Patricia Holmgren), enquanto os seus próprios interesses se voltavam cada vez mais para a América tropical.
Ao longo da sua carreira liderou várias expedições ao Planalto da Guiana, trazendo milhares de amostras. Em 1954, descobriu o botanicamente rico Cerro de la Neblina ("Cerro da Neblina").
Aposentou-se em 1978. Em 1990, quando completou 85 anos de idade, o New York Botanical Garden publicou um Festschrift em sua honra:
The Bassett Maguire Festschrift: A Tribute to the Man and His Deeds, edited by William R. Buck, Brian M. Boom, and Richard A. Howard (Memoirs of the New York Botanical Garden Vol. 64). Faleceu por insuficiência renal no Doctors Hospital de Manhattan a 6 de fevereiro de 1991.

## Prémios
- David Livingstone Centenary Medal of the American Geographical Society in 1965.
- Sarah Gildersleeve Fife Memorial Award from the Horticultural Society.

## Obras
- "Cerro de la Neblina, Amazonas, Venezuela: A newly discovered sandstone mountain". Geographical Review 45/1 (1955): 27–51.
- The Botany of the Guayana Highland: A report of the Kunhardt, the Phelps, and the New York Botanical Garden Venezuela expeditions, 6 parts (New York: New York Botanical Garden, 1953-1965).